# Nueva Zelanda en la Copa Mundial de Rugby de 1991

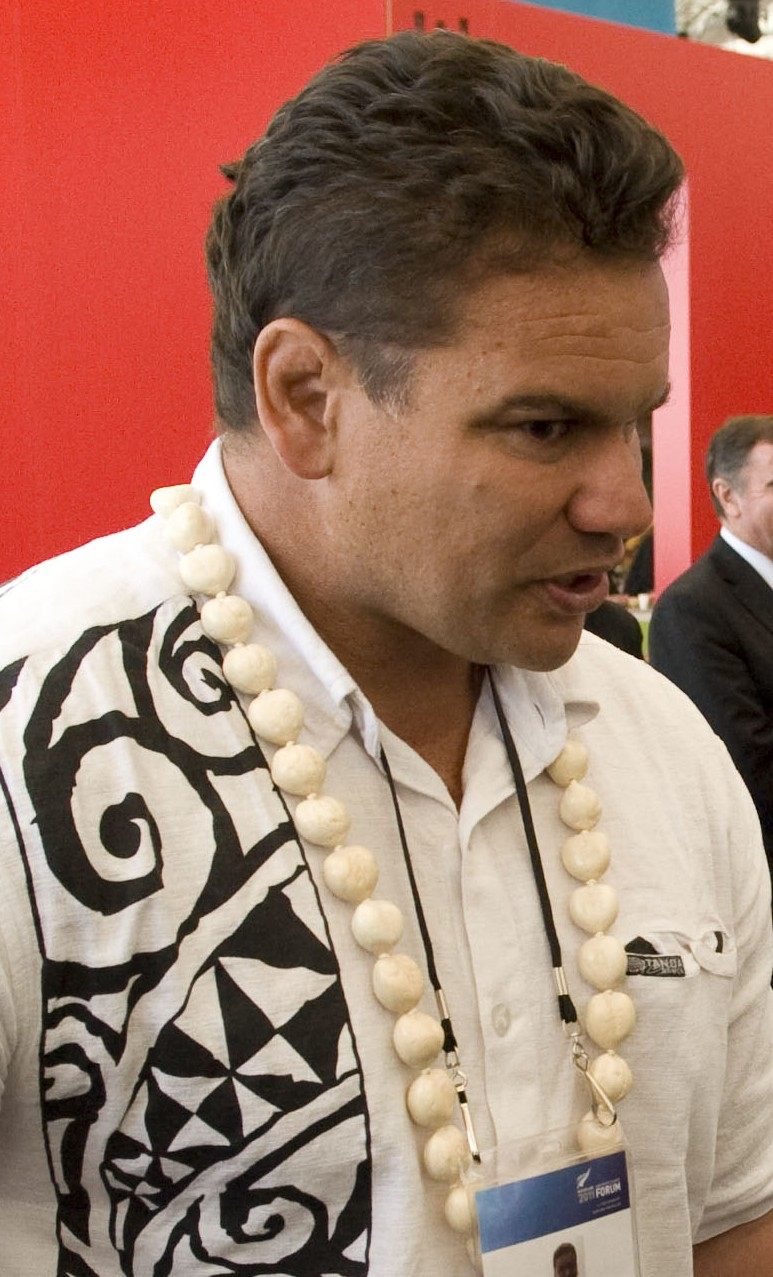
Michael Jones perdió su titularidad por negarse a jugar los domingos.

Los All Blacks fueron campeones reinantes y uno de los 16 países participantes de la Copa Mundial de Rugby de 1991, que se realizó principalmente en Inglaterra (Reino Unido).
Tras la victoria en la edición anterior, los neozelandeses no debían nada. No obstante los kiwis no defraudaron y lograron el tercer puesto, cayendo solo ante los campeones.

## Plantel
Wyllie tuvo como asistente a John Hart. Posteriormente este sería entrenador de los All Blacks.
Jones fue originalmente titular (7) pero no jugó la mitad de los partidos, incluido los cuartos y las semifinales, debido a sus creencias religiosas de negarse a jugar los domingos y su titularidad le fue quitada.
La no convocatoria del veterano Wayne Shelford está considerada una de las peores decisiones en la historia de los All Blacks. Además, es conocida la mala relación entre Wyllie y Hart.
|                         | Jugador           | Edad    | Posición      | Tests | Equipo            |
| ----------------------- | ----------------- | ------- | ------------- | ----- | ----------------- |
| Hookers y Pilares       |                   |         |               |       |                   |
|                         | Graham Dowd       | 27 años | Hooker        | 0     | North Harbour     |
| 2                       | Sean Fitzpatrick  | 28 años | Hooker        | ?     | Auckland          |
| 3                       | Richard Loe       | 31 años | Pilar         | ?     | Racing Club Vichy |
| 1                       | Steve McDowall    | 30 años | Pilar         | ?     | Auckland          |
|                         | Graham Purvis     | 30 años | Pilar         | 0     | Waikato Mooloos   |
| Segundas líneas         |                   |         |               |       |                   |
|                         | Steve Gordon      | 24 años | Segunda línea | 0     | Waikato Mooloos   |
| 4                       | Ian Jones         | 24 años | Segunda línea | 11    | Northland         |
| 5                       | Gary Whetton      | 31 años | Segunda línea | ?     | Auckland          |
| Alas y Octavos          |                   |         |               |       |                   |
| 8                       | Zinzan Brooke     | 26 años | Octavo        | ?     | SS Lazio Rugby    |
| 7                       | Mark Carter       | 22 años | Ala           | 1     | Auckland          |
|                         | Andy Earl         | 30 años | Octavo        | 9     | Canterbury        |
|                         | Paul Henderson    | 27 años | Ala           | 1     | Otago Razorbacks  |
|                         | Michael Jones     | 26 años | Ala           | ?     | Auckland          |
| 6                       | Alan Whetton      | 31 años | Ala           | ?     | Auckland          |
| Medios scrums           |                   |         |               |       |                   |
| 9                       | Graeme Bachop     | 24 años | Medio scrum   | ?     | Canterbury        |
|                         | Jason Hewett      | 23 años | Medio scrum   | 0     | Auckland          |
| Aperturas y Centros     |                   |         |               |       |                   |
| 10                      | Grant Fox         | 29 años | Apertura      | ?     | Auckland          |
| 13                      | Craig Innes       | 22 años | Centro        | 11    | Auckland          |
|                         | Walter Little     | 22 años | Centro        | 10    | North Harbour     |
| 12                      | Bernie McCahill   | 27 años | Centro        | 6     | Auckland          |
|                         | Jon Preston       | 23 años | Apertura      | 0     | Canterbury        |
| Fullbacks y Wings       |                   |         |               |       |                   |
| 15                      | Kieran Crowley    | 30 años | Fullback      | ?     | Taranaki Bulls    |
| 14                      | John Kirwan       | 26 años | Wing          | ?     | Auckland          |
|                         | Shayne Philpott   | 26 años | Wing          | 0     | Canterbury        |
| 11                      | John Timu         | 22 años | Wing          | 3     | Otago Razorbacks  |
|                         | Va'aiga Tuigamala | 22 años | Wing          | 0     | Auckland          |
|                         | Terry Wright      | 28 años | Fullback      | ?     | Auckland          |
| Entrenador: Alex Wyllie |                   |         |               |       |                   |

## Participación
Nueva Zelanda integró el grupo A con el anfitrión: la Rosa, el débil Estados Unidos y la media Azzurri. Los kiwis no perdonaron a Inglaterra y la vencieron en el partido inaugural, aplastaron a las Águilas y ganaron relajadamente a Italia.

### Fase final
En los cuartos enfrentaron a los Canucks, quienes fueron la sorpresa del torneo y llegaban con las leyendas Al Charron y Gareth Rees. Los de negro triunfaron sin complicaciones.
| 20 de octubre de 1991 | Canadá                                          | 13 – 29 | Nueva Zelanda                                                      | Stadium Lille Métropole, Villeneuve d'Ascq,             |                                                         |
|                       | Tries Tynan Charron Conversión Rees Penal Wyatt |         | Tries , Timu McCahill Brooke Kirwan Conversiones (3) Fox Penal Fox | Asistencia: 30.360 espectadores Árbitro(s): Fred Howard | Asistencia: 30.360 espectadores Árbitro(s): Fred Howard |

Las semifinales los cruzó con los Wallabies del capitán Nick Farr-Jones, Phil Kearns, Simon Poidevin, David Campese y John Eales. En el mejor partido del torneo, una sólida defensa australiana y el talento de Campese inclinaron la victoria para los eventuales campeones del Mundo.
Finalmente jugaron contra el XV del Cardo por la tercera posición. Los All Blacks vencieron a la Escocia de Finlay Calder, Scott Hastings, John Jeffrey y la leyenda Gavin Hastings.

## Legado
Fue el último mundial de los destacados gemelos Whetton, el prolífico anotador Fox, McDowall, Kirwan y la leyenda Michael Jones.
El partido contra los Wallabies es de los más destacados de la histórica rivalidad y el más trascendente de la era aficionada. Fue el más importante hasta las semifinales del Mundial de 2003 cuando, ya en la era profesional, Australia repitió el precedente y eliminó otra vez a Nueva Zelanda.